# Live (Apocalyptica)
Live è un DVD degli Apocalyptica uscito nel 2001 dopo l'album Cult. Contiene un intero concerto della band a Monaco di Baviera, oltre che una serie di video e un filmato bonus di un concerto del 1999.

## Contenuti
Live Concert
1. For Whom The Bell Tolls
2. M.B.
3. Creeping Death
4. Nothing Else Matters
5. Harmagedoon
6. Fight Fire With Fire
7. One
8. Pray
9. Struggle
10. Romance
11. Refuse & Resist
12. The Unforgiven
13. Inquisition Symphony
14. Master of Puppets
15. Path
16. Enter Sandman
17. Hall Of The Mountain King

Videos
1. Path
2. Path Vol.2
3. Harmageddon
4. Nothing Else Matters
5. Enter Sandman
6. The Unforgiven

Bonus
1. Little Drummerboy (Video)

Altro
- Photogallery
- Discografia (1996 - 2001)
- Biografia

## Bonus:Little Drummer Boy
Il DVD contiene anche le riprese di un concerto degli Apocalyptica del 1999. Il video ha come sottofondo la traccia Little Drummer Boy (pubblicata nel 1996 nel singolo Apocalyptica).

## Formazione
- Eicca Toppinen - violoncello
- Paavo Lötjönen - violoncello
- Antero Manninen - violoncello
- Max Lilja - violoncello